# 岐阜県高等学校一覧
| 総数                        | 87校             |
| 国立                        | なし             |
| 公立                        | 66校             |
| 私立                        | 21校             |
| 教育委員会所在地            | 〒500-8570       |
| 岐阜県岐阜市薮田南二丁目1-1 |                  |
| 公式サイト                  | 岐阜県教育委員会 |

岐阜県高等学校一覧（ぎふけんこうとうがっこういちらん）は、岐阜県の高等学校の一覧。
全日制課程の存在しない高等学校については、定時制は「○○高等学校｛定時制｝」通信制は「○○高等学校｛通信制｝」定時制・通信制共に存在する場合は、定時制表記で記載する。

## 公立高等学校
- 全県一学区制。2017年の入試まで全日制普通科は岐阜、西濃、美濃、可茂、東濃、飛騨の6学区で分けられていた。
- 一部の高校においては、他県からの受験も可能である。（※印参照）

### 県立高等学校

#### 岐阜地区

##### 岐阜市
- 岐阜県立加納高等学校（※音楽科、美術科）
- 岐阜県立華陽フロンティア高等学校｛定時制｝
- 岐阜県立岐山高等学校
- 岐阜県立岐南工業高等学校（※自転車競技部）
- 岐阜県立岐阜北高等学校
- 岐阜県立岐阜高等学校
- 岐阜県立岐阜商業高等学校（※硬式野球部）
- 岐阜県立岐阜城北高等学校（※硬式野球部）
- 岐阜県立岐阜総合学園高等学校（※男子ホッケー部）
- 岐阜県立長良高等学校
- 岐阜県立羽島北高等学校（※フェンシング部）

##### 各務原市
- 岐阜県立岐阜各務野高等学校（※女子ホッケー部）
- 岐阜県立各務原高等学校
- 岐阜県立各務原西高等学校

##### 羽島市
- 岐阜県立羽島高等学校

##### 本巣市
- 岐阜県立本巣松陽高等学校

##### 山県市
- 岐阜県立山県高等学校

##### 羽島郡
- 岐阜県立岐阜工業高等学校（※電子機械科、航空機械科）

##### 本巣郡
- 岐阜県立岐阜農林高等学校（※相撲部）

#### 西濃地区

##### 大垣市
- 岐阜県立大垣北高等学校
- 岐阜県立大垣工業高等学校
- 岐阜県立大垣桜高等学校
- 岐阜県立大垣商業高等学校（※体操部）
- 岐阜県立大垣西高等学校
- 岐阜県立大垣東高等学校（※水球男子部）
- 岐阜県立大垣南高等学校（※フェンシング部）

##### 海津市
- 岐阜県立海津明誠高等学校（※ヨット部）

##### 揖斐郡
- 岐阜県立池田高等学校
- 岐阜県立揖斐高等学校

##### 不破郡
- 岐阜県立不破高等学校

##### 養老郡
- 岐阜県立大垣養老高等学校

#### 美濃地区

##### 郡上市
- 岐阜県立郡上北高等学校
- 岐阜県立郡上高等学校

##### 関市
- 岐阜県立関有知高等学校（※ライフル射撃部）
- 岐阜県立関高等学校

##### 美濃市
- 岐阜県立武義高等学校

#### 可茂地区

##### 可児市
- 岐阜県立可児工業高等学校
- 岐阜県立可児高等学校

##### 美濃加茂市
- 岐阜県立加茂高等学校（※ボート部）
- 岐阜県立加茂農林高等学校

##### 可児郡
- 岐阜県立東濃高等学校
- 岐阜県立東濃実業高等学校

##### 加茂郡
- 岐阜県立八百津高等学校

#### 東濃地区

##### 恵那市
- 岐阜県立恵那高等学校
- 岐阜県立恵那農業高等学校（※食の農学科群・花と緑の農学科群で「ふるさと教育（食、花と緑）」）
- 岐阜県立恵那南高等学校

##### 多治見市
- 岐阜県立多治見北高等学校
- 岐阜県立多治見工業高等学校（※セラミック科）
- 岐阜県立多治見高等学校

##### 土岐市
- 岐阜県立東濃フロンティア高等学校｛定時制｝
- 岐阜県立土岐紅陵高等学校
- 岐阜県立土岐商業高等学校（※重量挙げ部）

##### 中津川市
- 岐阜県立坂下高等学校（※福祉科）
- 岐阜県立中津川工業高等学校
- 岐阜県立中津高等学校
- 岐阜県立中津商業高等学校（※スケート部）

##### 瑞浪市
- 岐阜県立瑞浪高等学校

#### 飛騨地区

##### 下呂市
- 岐阜県立益田清風高等学校（※総合学科で「ふるさと教育（地域文化継承）」）

##### 高山市
- 岐阜県立高山工業高等学校（※建築インテリア科）
- 岐阜県立飛騨高山高等学校
- 岐阜県立斐太高等学校

##### 飛騨市
- 岐阜県立飛騨神岡高等学校（※ロボット部）
- 岐阜県立吉城高等学校

### 市立高等学校
市立高校は3校とも全県学区である。

#### 岐阜市
- 岐阜市立岐阜商業高等学校

#### 関市
- 関市立関商工高等学校

#### 中津川市
- 中津川市立阿木高等学校｛定時制｝

## 私立高等学校

### 岐阜市
- 鶯谷高等学校
- 岐阜東高等学校
- 岐阜聖徳学園高等学校
- 済美高等学校
- 聖マリア女学院高等学校
- 富田高等学校
- 城南高等学校｛通信制｝
- ぎふ国際高等学校｛通信制｝
- 啓晴高等学校｛通信制｝

### 本巣市
- 岐阜第一高等学校

### 大垣市
- 大垣日本大学高等学校
- 清凌高等学校｛通信制｝
- 西濃桃李高等学校｛通信制｝

### 美濃加茂市
- 美濃加茂高等学校

### 可児市
- 帝京大学可児高等学校

### 多治見市
- 多治見西高等学校

### 瑞浪市
- 中京高等学校
- 麗澤瑞浪高等学校

### 高山市
- 高山西高等学校

### 羽島郡
- 岐阜女子高等学校

### 揖斐郡
- 西濃学園高等学校